# Christina Vidal
Christina Martha Vidal (Queens - New York, 18 november 1981) is een Amerikaanse actrice.

## Biografie
Vidal werd geboren in de borough Queens van New York als dochter van ouders met Puerto Ricaanse achtergrond. Vidal groeide op in een gezin van vier kinderen, en is zus van Lisa. Zij doorliep de high school aan de Performing Arts School of New York in New York. Op zeventienjarige leeftijd werd zij lid van een meidengroep genaamd Gemston. Later verhuisde zij naar Orlando (Florida) voor haar acteercarrière.
Vidal begon in 1993 als jeugdactrice met acteren in de film Life with Mikey, waarna zij nog meerdere rollen speelde in films en televisieseries. Voor de rol in de film Life with Mikey won zij in 1994 twee keer een Young Artist Awards, een in de categorie Beste Opkomende Nieuwe Actrice en in de categorie Beste Jeugdige Actrice in een Hoofdrol in een Film. 

## Filmografie

### Films
- 2025 Freakier Friday - als Maddie
- 2021 The Guilty - als Denise Wade
- 2019 7 Days to Vegas - als Papiana
- 2017 The Keeping Hours - als Gwen
- 2015 The Curse of the Fuentes Women - als Lola Fuentes
- 2010 Magic Man – als Elena
- 2008 Mask of the Ninja – als Mercedes
- 2007 I Think I Love My Life – als Candy
- 2006 See No Evil – als Christine
- 2003 Hotel – als Gisel
- 2003 Freaky Friday – als Maddie
- 2003 Chasing Papi – als zangeres op festival
- 1998 Brink! – als Gabriella
- 1995 Welcome to the Dollhouse – als Cynthia
- 1993 Life with Mikey – als Angie Vega

### Televisieseries
Uitgezonderd eenmalige gastrollen.
- 2022 The Terminal List - als Mac Wilson - 5 afl.
- 2020 United We Fall - als Jo - 8 afl.
- 2019 Grand Hotel - als rechercheur Ayala - 4 afl.
- 2018 Sneaky Pete - als Valerie - 4 afl.
- 2017 Training Day - als rechercheur Valeria Chavez - 10 afl.
- 2016 Limitless - als Lucy Church - 2 afl.
- 2015-2016 Code Black - als Gina Perello - 7 afl.
- 2009-2010 House – als Sandy – 2 afl.
- 2006 Girlfriends – als Samantha Stephens – 2 afl.
- 2004 Second Time Around – als Gabriella Herrera – 2 afl.
- 2003-2004 10-8: Officers on Duty – als deputy Gabriela Lopez – 14 afl.
- 2001-2002 Taina – als Taina Maria Morales – 26 afl.
- 1997-1998 Nick Freno: Licensed Teacher – als Sophia Del Bono – 21 afl.
- 1995 The Commish – als Julliana Muldoon – 2 afl.